# San Diego Comic-Con International
De San Diego Comic-Con International (ook kortweg Comic-Con of San Diego Comic-Con genoemd) is een vier dagen durend evenement dat sinds 1970 jaarlijks wordt georganiseerd in San Diego, Verenigde Staten.
De Comic-Con begon in 1970 als de Golden State Comic Book Convention en werd voor het eerst georganiseerd door Shel Dorf. De Comic-Con heeft geen vaste datum, maar vindt doorgaans plaats tijdens de zomermaanden en duurt meestal van donderdag tot zondag. Sinds 1991 is het San Diego Convention Center de vaste locatie voor de Comic-Con.
De Comic-Con bestaat uit een groot aantal workshops, tentoonstellingen en panels. Oorspronkelijk was het evenement enkel gericht op stripboeken, maar tegenwoordig behandelt de Comic-Con een groot aantal media zoals films, televisieseries, videospellen, ruilkaartspellen, speelgoed, manga, anime en webcomics. Er vinden previews plaats van aankomende films, en er worden interviews en conferenties gegeven door bekende sprekers (zoals beroemde acteurs, schrijvers en regisseurs). Sinds 1974 wordt op de Comic-Con jaarlijks de Inkpot Award uitgereikt. Verder vinden de uitreikingen van de Eisner Awards plaats tijdens de Comic-Con.
Uit het succes van de Comic-Con zijn twee andere soortgelijke bijeenkomsten voortgekomen: WonderCon en Alternative Press Expo.
In de serie "The Big Bang Theory” wordt Comic-Con regelmatig genoemd. Het is een event waar de mannelijke personages elk jaar naar uitkijken.